# Petru Maior

Bustul lui Petru Maior

Petru Maior (n. circa 1756, Târgu Mureș — d. 14 februarie 1821, Buda) a fost protopop greco-catolic la Reghin (al Gurghiului), istoric, filolog și scriitor român transilvănean, reprezentant de frunte al Școlii Ardelene.

## Biografie
A fost fiul protopopului român unit (greco-catolic) Gheorghe Maior, originar din Diciosânmartin (azi Târnăveni). Și-a efectuat studiile primare la Căpușu de Câmpie, unde se stabilise tatăl său, devenit protopop de Iclod (Mureș).
După studii la Colegiul Reformat din Târgu Mureș (1769-1772) și la Blaj (1771-1774) a urmat studiul filosofiei și teologiei la Colegiul Urban Pontifical „De Propaganda Fide” din Roma (1774-1779), după care și-a continuat studiile, în drept, la Universitatea din Viena (1779-1780).
A fost profesor de logică, metafizică și dreptul firii la Gimnaziul superior din Blaj (între 1780 - 1785), preot-paroh în Reghin-sat și protopop al Gurghiului (între 1785 - 1809), „crăiesc revizor” (revizor crăiesc) și corector al cărților românești care se tipăreau la Buda (1809 - 1821).
A fost un important militant pentru drepturile românilor din Transilvania, participând – alături de alți reprezentanți ai Școlii Ardelene - la redactarea celebrei declarații de emancipare a românilor transilvăneni, Supplex Libellus Valachorum.
În lucrarea Procanon și-a exprimat unele poziții critice privind organizarea canonică, pe fondul conflictului său cu episcopul Ioan Bob. Aceste poziții au fost prezentate în mod diacronic în timpul perioadei comuniste ca fiind îndreptate împotriva dogmei primatului papal, deși această dogmă a fost adoptată de-abia în anul 1870.
A publicat o serie de lucrări teologice, istorice, filologice, predici; a tradus și prelucrat lucrări cu caracter economic. În lucrările sale istorice a combătut opiniile lui Franz Josef Sulzer, Josef Karl Eder, Johann Christian von Engel și Jernej Kopitar, care contestau romanitatea și continuitatea românilor pe teritoriul fostei Dacii.

## Opera

### Lucrări teologice
- Procanon ce cuprinde în sine cele ce sânt de lipsă spre înțelesul cel deplin și desăvârșit al canoanelor și a toată tocmeala bisericețască spre folosul mai de seamă a românilor, (1783, rămas în manuscript, a fost prima dată publicat de Constantin Erbiceanu la București, în 1894, apoi de preot profesor Grigorie Marcu, la Sibiu, în 1948,  (XXIV + 154 p.).
- Protopapadichia, adecă puterea, drepturile sau privileghioanele protopopilor celor românești din Ardeal (1795, rămasă în manuscris, publicată fragmentar de preotul Grigore Silași în foaia "Sionul Românesc", Viena, (1865 - 1866).
- Protopapadichia, ediție îngrijită și studiu introductiv de Ioan Chindriș, Cluj-Napoca, 1997.
- Protopopadichia , prefață de Pompiliu Teodor, ediție îngrijită, studiu introductiv, note, glosar, indici, bibliografie selectivă de Laura Stanciu, Alba Iulia, Muzeul Național al Unirii, 1998.
- Propovedanii la îngropăciunea oamenilor morți, Buda, 1809, 5 f + 304 p. (cu 40 predici și 11 "iertăciuni"; reeditată de Elie Dăianu, Cluj, 1906.
- Didahii, adecă învățături pentru creșterea fiilor, la îngropăciunea pruncilor morți, Buda, 1809, 3 f + 139 p. (cu 15 cuvântări).
- Didahii, adecă învățături pentru creșterea fiilor, la îngropăciunea pruncilor morți, ediție, studiu introductiv, glosar și note de Laura Stanciu și Ioan Adrian Circa, Cluj-Napoca, Editura Mega, 2011.
- Prediche sau învățături la toate duminicile și sărbătorile anului, 3 volume, Buda, 1810 - 1811, 237 + 296 + 92 p. (cu 63 predici, reeditată de Elie Dăianu, în 2 volume, Cluj, 1906.
- Prediche sau învățături la toate duminicile și sărbătorile anului, ediție îngrijită de Laura Stanciu și Alin-Mihai Gherman, Cluj-Napoca, Editura Mega, 2017.
- Istoria Bisericii românilor atât a cestor dincoace, precum și a celor dincolo de Dunăre, Buda, 1813, 4 f + 392 p.
- Petru Maior, Istoria bisericii românilor, ediție îngrijită și studiu introductiv de Ioan Chindriș, I, București, 1995.

### Lucrări istorico-filologice
- Istoria pentru începutul românilor în Dachia, Buda, 1812, 348 p. În același volum se găsesc și lucrările: Disertație pentru începutul limbei românești și Disertație pentru literatura cea vechie a românilor. Ediția a II-a îngrijită de Iordachi Mălinescu și Damaschin Bojâncă, Buda, 1834; ediția a III-a, Budapesta-Gherla, 1883. Ediție critică și studiu asupra limbii de Florea Fugariu, 2 vol., București, 1970, 279 + 293 p.;
- Răspunsul la cârtirea carea s-au dat asupra persoanei lui Petru Maior, autorul Istoriei celei pentru începutul românilor în Dachia, Buda, 1814 (republicată de G. Bogdan-Duică, Cluj, 1923);
- Animadversiones in Recesionem Historiae De origine Valachorum în Dacia, Pesta, 1815;
- Ortographia româna și latino-valachica una cum clavi qua penetralia originationis vocum reserantur, Buda, 1819, cu anexa: Dialog pentru începutul limbii române întră nepot și unchiu, Buda, 1819 (ultimele două reeditate în Lesicon românesc-latinesc-unguresc-nemțesc..., cunoscut și sub numele de Lexiconul de la Buda, 1825, p. 1 - 102, la redactarea și revizuirea căreia a lucrat și Petru Maior).
- Petru Maior, Scrieri,  ediție îngrijită de Florea Fugariu, prefață de Maria Protase, București, 1976 (cuprinde: Procanonul, Propovedanii, Didahii, Istoria pentru începutul românilor în Dachia, Istoria Bisericii românilor, Disputații, Ortografia română, Dialog);
- Petru Maior, Scrisori și documente inedite,  ediție îngrijită de Nicolae Albu, București, 1968, XXII + 169 p.
- Petru Maior, Scripta minora: ars literaria, animadversiones, epistolarium, ultimae, ediție îngrijită de Ioan Chindriș, București, 1995.

### Traduceri și prelucrări
- Învățătură pentru prăsirea pomilor, scrisă de Haint Francisc ... , Buda, 1812, 171 pagini;
- Învățătură de a face sirup și zahăr din mustul tuleilor de cucuruz, după ce s-au cules cucuruzul de pre ei, întocmită de Ioan Nep. Neuhold,  Buda, 1812, 24 p.;
- Disertație a lui Ioan Burger - M. D. despre zahăr, carele din must de tulei de cucuruz și de jugastru se face, Buda, 1813, 28 pagini;
- Învățătură despre agonisirea viței de vie și despre măiestria de a face vin, vinars și oțet, întocmită de autorii Saptal, Rozier, Parmentier și Dussieux și întru acest chip scurtată de abatul Ludovic Mitterpaher, Buda, 1813, 109 pagini;
- Învățătură  pentru ferirea și doftoriia boalelor celor ce se încing prin țeară și a celor ce se leagă și a unor boale sporadice, adică pe ici pe colo îmblătoare ale vitelor celor cu coarne precum și a cailor, a oilor și a porcilor, Buda, 1816, 130 pagini;
- Întâmplările lui Telemah, fiul lui Ulise (Odissevs) întocmite de Fénelon, arhiepiscopul Cambrei, acum întâi de pre limba italienească pre limba românească prefăcută, Buda, 1818, 287 pagini.

## Cinstirea lui Petru Maior

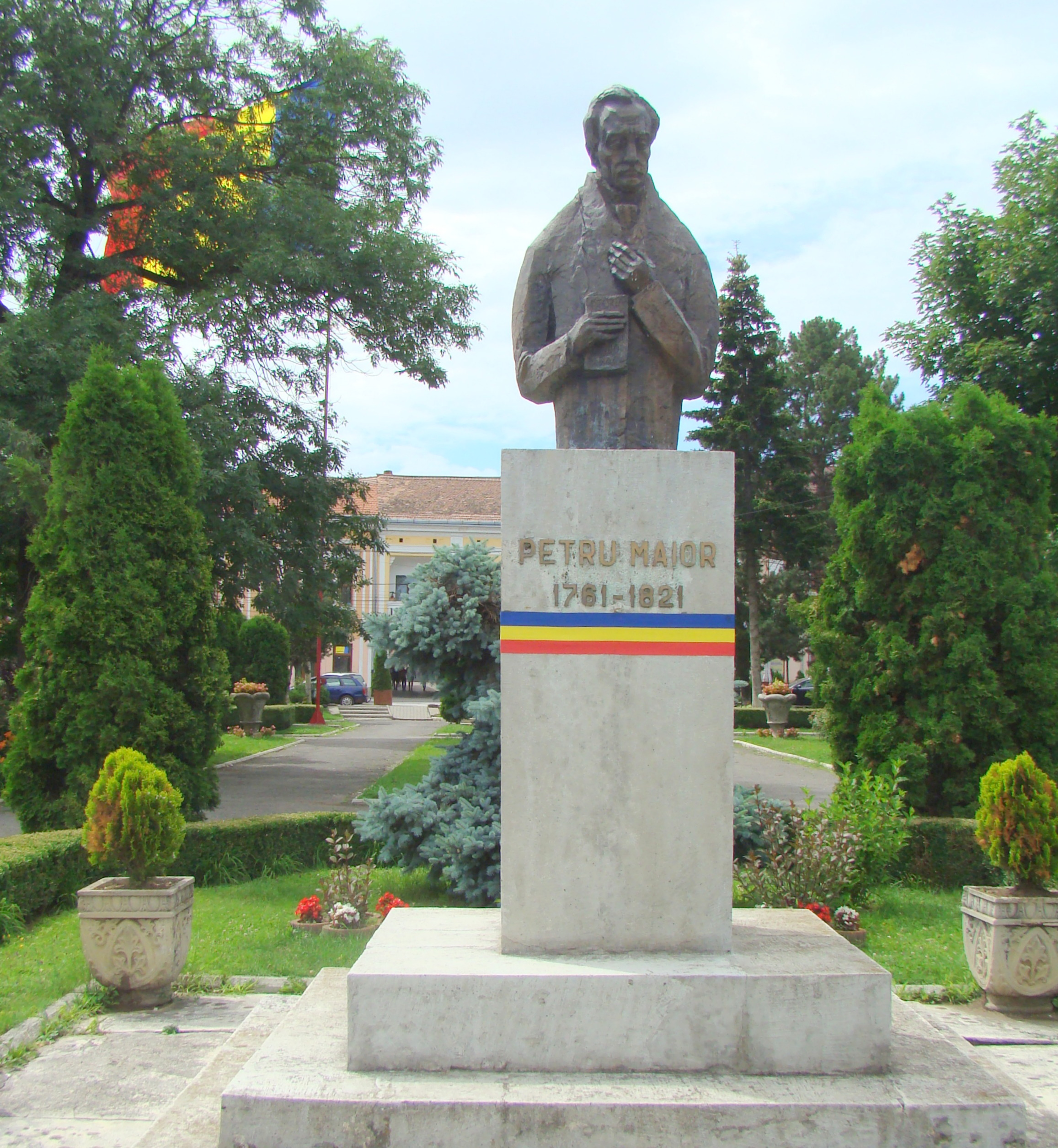
Bustul lui Petru Maior din Reghin

- Universitatea de Stat din Târgu Mureș îi poartă numele: Universitatea „Petru Maior”.
- Un bust de bronz al lui Petru Maior este așezat în fața universității care îi poartă numele, din Târgu Mureș.
- Grupul Școlar din orașul Reghin poartă numele de: Grup Școlar „Petru Maior”.
- O statuie de bronz este așezată la Reghin.
- Liceul Teoretic din orașul Ocna Mureș îi poartă numele: Liceul Teoretic „Petru Maior”.
- Liceul Teoretic din municipiul Gherla îi poartă numele: Liceul Teoretic „Petru Maior”.
- Un colegiu tehnic din municipiul București îi poartă numele: Colegiul Tehnic Petru Maior
- O stradă din București, sectorul 1, îi poartă numele: strada Petru Maior.
- O stradă din Cluj-Napoca îi poartă numele: strada Petru Maior.
- O stradă din Brașov îi poartă numele: strada Petru Maior.
- O stradă din Lipova îi poartă numele: strada Petru Maior
- O stradă din Reghin îi poartă numele: strada Petru Maior.
- O stradă din Orăștie îi poartă numele: strada Petru Maior.
- O stradă din Chișinău îi poartă numele: strada Petru Maior.
- O stradă din Petroșani îi poartă numele: strada Petru Maior.
- O stradă din Reșița îi poartă numele: strada Petru Maior.
- O stradă din Blaj îi poartă numele: strada Petru Maior.
- O stradă din Timișoara îi poartă numele: strada Petru Maior.
- O stradă din Arad îi poartă numele: strada Petru Maior.
- O stradă din Brăila îi poartă numele: strada Petru Maior.
- O stradă din Caracal îi poartă numele: strada Petru Maior.

### Filatelie
În 1986, serviciile poștale ale României au pus în circulație o marcă poștală cu valoarea nominală de 50 de bani, care reprezintă portretul lui Petru Maior.

## Galerie de imagini

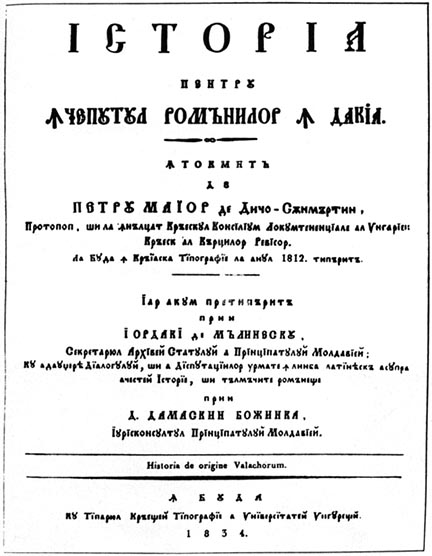
Coperta cărții Istoria pentru începutul românilor în Dachia de Petru Maior (ediția 1834)
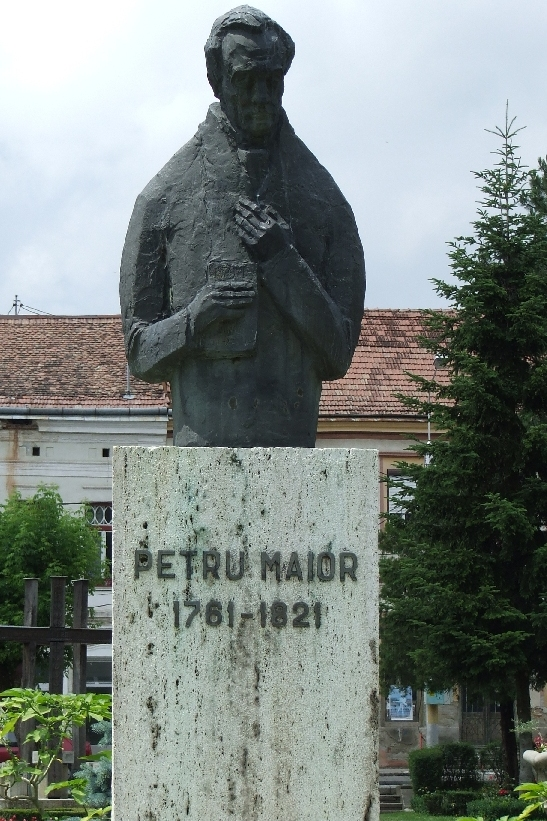
Statuia lui Petru Maior, la Reghin